# Everyday (Bon Jovi)
Everyday is een nummer van de Amerikaanse rockband Bon Jovi uit 2002. Het is de eerste single van hun achtste studioalbum Bounce. "Everyday" gaat over onafhankelijkheid en uitdaging, vergelijkbaar met It's My Life en Have a Nice Day.
De Amerikaanse Billboard Hot 100 werd niet gehaald, maar in Europa werd "Everyday" een bescheiden hitje. Het nummer haalde de 10e positie in de Nederlandse Top 40, en de 22e positie in de Vlaamse Ultratop 50.